# صورة بيانية
الصورة البيانية تعبير بلاغي يختلف عن الصورة البلاغية أحيانًا. المصطلح نفسه يستخدم في دراسة المخططات والرسومات.

## في الأدب
التعبير عن المعنى المقصود بطريقة التشبيه أو الاستعارة أو الكناية أو المجاز المرسل.